# Leptotyphlops septemstriatus
Leptotyphlops septemstriatus este o specie de șerpi din genul Leptotyphlops, familia Leptotyphlopidae, descrisă de Schneider 1801. Conform Catalogue of Life specia Leptotyphlops septemstriatus nu are subspecii cunoscute.